# Juan Daniel Forlín
Juan Daniel Forlín (Reconquista, Santa Fe, Argentina, 10 de gener de 1988) és un futbolista argentí que ha jugat pel Reial Oviedo, després d'haver jugat al RCD Espanyol fins al 2013.
La seva posició dins del rectangle de joc és la de defensa central, tot i que també ocupa la demarcació de mig centre defensiu.
Va arribar a l'Espanyol procedent de Boca Juniors l'estiu del 2009, i fou traspassat el juliol de 2013 a l'Al-Rayyan SC per dos milions d'euros.
| Club                          | País      | Any         |
| ----------------------------- | --------- | ----------- |
| Boca Juniors                  | Argentina | 2006 - 2009 |
| Reial Madrid Castella (cedit) | Espanya   | 2008 - 2009 |
| RCD Espanyol                  | Espanya   | 2009 - 2013 |
| Al-Rayyan SC                  | Qatar     | 2013        |
| Boca Juniors (cedit)          | Argentina | 2014        |
| Al-Rayyan SC                  | Qatar     | 2015        |
| Querétaro FC                  | Mèxic     | 2015 - 2017 |
| Reial Oviedo                  | Espanya   | 2017 -      |